# Crinágoras
Crinágoras (en griego antiguo: Κριναγόρας) fue un poeta epigramista de la Antigua Grecia que nació en Mitilene. Fue enviado como representante de su ciudad a Roma como emisario durante los años 45 y 25 a. C. Estuvo patrocinado por Octavia, hermana de Augusto. En sus obras, que están recogidas en una parte de la Antología Palatina denominada Guirnalda de Filipo, se inspiró en la vida cotidiana o en acontecimientos históricos importantes de su época. Es citado por Estrabón entre las personalidades famosas de Mitilene de su época.